# Shenqiornis
Shenqiornis je rodem dávno vyhynulého druhu enantiornitinního ptáka. Fosílie byly objeveny v souvrství Huajiying na území provincie Che-pej v Číně. Skupina Qiaotou v rámci tohoto souvrství není přesně datována, mohla by však odpovídat souvrství Yixian o stáří asi 120-125 milionů let.